# عبد العزيز الخضراء
عبـد العـزيــز بن أمين الخضـراء (ولد عام 1937 في صفد)، هو كاتب وباحـث تربوي فلسطيني عمل لعقود في وزارة التربية والتعليم السورية، له عدة مؤلفات متخصصة. 

## حياته
ولد في مدينة صفد في فلسطين عام 1937م ولجأ مع عائلته إلى دمشق في حرب عام 1948، وأتم دراسته فيها. 
عمل في التربية والتعليم أربعة عقود من الزمن، معلماً ومدرِّساً لمادة الرياضيات ومربياً، وإدارياً، ومن ثم باحثاً تربوياً، وتولى مواقع تربوية وإدارية مختلفة. وعمل في تطوير التوجيه السياسي والمعنوي في المناهج المدرسية.
كتب مقاله الأول وهو طالب في المرحلة الإعدادية بعنوان: «أبطال صغار من صفد»، ونشرته مجلة الجندي العربي الدمشقية في عام 1956م، وواصل الكتابة لاحقا في موضوعات تتعلق بالقضية الفلسطينية وأخرى اجتماعية وأدبية نشرت في صحف دمشق المعروفة آنذاك مثل: الأيام، النصر، بردى، صوت العرب، والقبس، وغيرهن.
شارك في تقديم  حوارات وتوجيهات تربوية واجتماعية ضمن البرنامج الأسبوعي (صوت الشباب) من إذاعة دمشق بين عامي 1980 ــ وعام 1981، ونشرت وزارة التربية والتعليم السورية بعض كتاباته في مجلة «المعلم العربي» التوجيهية التي تصدرها، ودعته في الأعوام 1984 ـ 1986 إلى للمشاركة في إعداد وتقديم دراسات وتوجيهات تربوية ضمن البرامج التعليمية التي تعدُّها وزارة التربية وتُقدم  في التلفزيون العربي السوري.
ـ أ
استقال في 1 يونيو 1992م، وتفرغ للكتابة، وقدم المحاضرات والبحوث التربوية في مختلف الؤسسات الثقافية في دمشق وفي المحافظات السورية الأخرى، وفي بعض الدول العربية كقطر والشارقة. وقدم خدمات استشارية لمؤسسات وجمعيات الرعاية الإنسانية، مثل جمعية تنظيم الأسرة السورية وجمعية قرى الأطفال السورية S O S، وبعض دور رعاية الأيتام  وذوي الاحتياجات الخاصة.
أعدَّ وقدَّم زاوية (استشارات خاصة) في جريدة «الثورة الدمشقية».في عام 2001، وحرّر في الأعوام 2002- 2005 زاوية (تربويات) في مجلة الأسرة العصرية التي تصدر عن دار البيان في دبي، كما حرر في الأعوام 2013 - 2015 زاوية أسبوعية تربوية اجتماعية في جريدة الغد الأردنية، وحرر في الاعوام 2005 - 2012 زاوية شهرية تربوية اجتماعية لمدة ست سنوات في مجلة «أيام الأسرة الدمشقية». 
نشر مقالاته في المجلات التربوية المتخصصة، مثل «المعلم العربي»، و«بناة الأجيال»، و«الباحثون»، و«المرأة العربية»، و«أيام الأسرة»، وفي منشورات ثقافية وأدبية أخرى مثل «ثقافة وفكر»، و«صوت فلسطين»، و«نهج الإسلام»، و«الأسبوع الأدبي»، و«مجلة الفكر السياسي»، وفي غيرهن من المجلات التي يصدرها اتحاد الكتاب العرب، كما نشرت مقالاته في مجلات عربية مثل مجلتي «دبي الثقافية»  و«شهرزاد» الصادرتان عن دار البيان في دبي، و«الإعلام والعصر» التي تصدر عن دائرة الثقافة في أبو ظبي، و«مرامي» التي تصدر عن المجلس الأعلى للأسرة في الشارقة، و«الرافد» و«الشارقة الثقافية» الصادرتان عن دائرة  الثقافة هناك، وملحق «أحبابنا» الذي تصدره مجلة «العين الساهرة» في رأس الخيمة.

## كتابته
جمـع محاضراتـه وأحاديثـه وصنّفها وأصدرهـا فـي سلسلـة تحت عنوان (نحن وأبناؤنا) صـدر مـن هـذه السلسلـة حتى الآن:
1. الآبــاء والتربية المعاصرة
2. الأسـرة ومستقبـل الأبنـاء
3. الأمة نسيج الأمهات
4. مسؤولية الآباء في تنشئة الأبناء
5. التكامل التربوي بين البيت والمدرسة
6. الأمومة مسؤولية فكيف تمارسينها
7. كيف تنمي شخصية طفلك؟
8. أولادنا بين التبعية والاستقلال
9. من يربي أبناءنا في هذا الزمن
10. التربية في ظل المتغيرات المعاصرة (قيد الطباعة)
11. مشكلات الأطفال السلوكية أسبابها وعلاجها (قيد الإنجاز)
12. مرحلة الطفولة المبكرة وأثرها في حياة الفرد

## عضويات
- اتحاد الكتاب العرب
- اتحاد كتاب فلسطين/ فرع دمشق
- جمعية أصدقاء دمشق
- عضو في الهيئة العامة لجمعية تنظيم الأسرة السورية، ومحاضر في مراكز الشباب التابعة لها. ويكتب في الدليل الطبي ومجلة لجنة الشباب «زوم» الذين تصدرهما الجمعية
- اتحاد كتاب وأدباء دولة الإمارات العربية المتحدة.

## تكريم
- شهادة تقدير من المكتب الثقافي في المجلس الأعلى للأسرة في الشارقة خلال حفل تكريمي، عام 2015
- كرمته دائرة الثقافة في الشارقة خلال حفل في النادي الثقافي العربي في الشارقة، عام 2016
- شهادة تقدير من مركز الأمير عبد المحسن بن جلوي في الشارقة، عام 2016